# McLaren Ridge
McLaren Ridge ist ein Gebirgskamm im ostantarktischen Mac-Robertson-Land. In der Aramis Range der Prince Charles Mountains ragt er 8 km westlich des Radok Lake am Kopfende des Battye-Gletschers auf.
Luftaufnahmen der Australian National Antarctic Research Expeditions aus den Jahren 1956 und 1960 dienten seiner Kartierung. Das Antarctic Names Committee of Australia benannte ihn nach William Allen McLaren (* 1938), Glaziologe auf der Wilkes-Station im Jahr 1965.